# Kontrarevolution
Kontrarevolution, motrevolution, är ett maktövertagande som tillintetgör något som en revolution erövrat. Någon som bekämpar revolutionärer alternativt strävar efter att genomföra en kontrarevolution brukar betecknas som kontrarevolutionär.
Ursprungligen syftar begreppet på de i första hand kungatrogna grupper som gjorde uppror mot den franska revolutionen. Konservatismens fader Edmund Burke var en framstående kontrarevolutionär, som pläderade för att Storbritannien skulle invadera Frankrike för att störta revolutionärernas herravälde och återinföra Huset Bourbon på tronen.
Under 1800-talet syftar det på grupper som motarbetar såväl socialistiska som liberala revolutioner, men under 1900-talet kom det främst att användas som begrepp på grupper som motarbetat socialistiska revolutioner. Den mest framstående kontrarevolutionäre politikern i modern tid var Francisco Franco, som besegrade de vänsterextrema styrkorna (anarkister, separatister och stalinister) i spanska inbördeskriget.
I vissa fall har ordet eller därtill närliggande ord använts av olika antikommunister själva eller deras sympatisörer, såsom av Contra (i Sverige) och om Contras (i Nicaragua).